# Charlie St. Cloud
Charlie St. Cloud – romantyczny film dramatyczny oparty na bestsellerowej powieści Bena Shewooda The Death and Life of Charlie St. Cloud opublikowanej w 2004 roku przez Bentam Books. Film został wyreżyserowany przez Burra Steersa. W tym filmie wystąpią m.in. takie gwiazdy jak Zac Efron czy Amanda Crew.
Film kręcono w Vancouver (Kanada).

## Fabuły
Charlie St. Cloud i jego brat Sam są wychowywani przez samotną matkę Claire (Kim Basinger). Są ze sobą bardzo zżyci, razem osiągają sukcesy w wyścigach żaglówek. Z racji słabej sytuacji finansowej rodziny i perspektywy studiów Charliego jego brat nie może jechać na obóz baseballowy. Aby zrekompensować to bratu Charlie i Sam zawierają umowę. Codziennie wieczorem po trzecim wystrzale armatnim mieli trenować rzuty. Wszystko zmienia się jednak w ich życiu, kiedy tego wieczora Charlie jedzie na imprezę, a przy okazji ma zawieźć Sama do jego kolegi na mecz. Dochodzi do wypadku. Ich samochód zostaje zepchnięty przez pijanego kierowcę pod rozpędzoną ciężarówkę. Sam ginie na miejscu, Charlie zostaje uratowany dzięki determinacji ratownika medycznego. Jednak ten czas, kiedy był on po "drugiej stronie", zostawia swoje piętno w psychice bohatera. Na pogrzebie widzi ducha swojego brata. Odnawiają swoją umowę. Mają się spotykać codziennie wieczorem na cmentarzu.
Mija 5 lat. Charlie zatrudnia się na cmentarzu w roli dozorcy, aby móc być bliżej brata. Widuje go każdego wieczoru. Przy okazji widzi i rozmawia z duchami innych ludzi. Spotyka swojego kolegę ze szkoły, który zginął na wojnie, a jego grób znajduje się na wspomnianym cmentarzu. Właśnie tu odnawia znajomość z Tess, która ma niedługo wyruszyć w samotny wyścig dookoła świata. Wspólna pasja pozwala im nawiązać kontakt, który z czasem zaczyna przybierać na sile.
Spotykają się, rozmawiają, spędzają wspólnie czas. Jednak po kilku dniach okazuje się, że wszystkie ich spotkania były wizją. Charlie potrafi zobaczyć Tess, bo ta uległa wypadkowi w czasie próbnego rejsu łodzią. W wizjach często prosiła, aby ją odnalazł. Bohater, gdy uświadomił sobie, co się wydarzyło, wyrusza na poszukiwania dziewczyny, która będąc duchem, odmieniła jego życie. Szukając jej na pełnym morzu, Charlie łamie słowo dane bratu. Nie zjawia się i duch Sama odchodzi na zawsze na "drugą stronę". W tej samej chwili spadająca gwiazda wskazuje miejsce, gdzie jest Tess. Po kilku dniach  od wypadku jest bardzo wyziębiona i nieprzytomna. Charlie idzie jej z pomocą i ogrzewa własnym ciałem. To ratuje jej życie.
Charlie i Tess zostają przetransportowani do szpitala. Przyjaciel Charliego Allistar mówi mu, że uratował życie Tess. Później Charlie kupuje starą łódź i prosi Tess, żeby z nim ją wypróbowała. Jednak Tess obawia się znajomości z nim, jako że nie pamięta nic, co działo się, gdy była duchem. Wyjaśnia, że kiedy była sama, miała bardzo wyraziste sny z nimi w rolach głównych. Charlie tłumaczy, że jej marzenia są ich wspomnieniami. Tess nabiera pewności, że to prawda, kiedy Charlie recytuje ulubiony wiersz jej ojca, autorstwa E.E. Cummingsa Zgłębij marzenia:
"sercu zaufaj
gdy morza ogień ogarnie
(i żyj miłością
choć gwiazdy pędzą wspak)"
Charlie postanawia zrezygnować z pracy i idzie do lasu, powspominać i pożegnać się z bratem. Podczas napisów końcowych, Charlie i Tess żegnają się z obywatelami ich miasta i wyruszają, by opłynąć świat.

## Obsada
- Zac Efron jako Charlie St. Cloud
- Charlie Tahan jako Sam St. Cloud
- Amanda Crew jako Tess Carroll
- Kim Basinger jako Claire St. Cloud
- Ray Liotta jako Florio Ferrente
- Donal Logue jako Tink Weatherbee
- Dave Franco jako Sully
- Augustus Prew jako Alistair